# Мача (Пензенская область)
Ма́ча — село Мачинского сельсовета Тамалинского района Пензенской области.

## География
Село расположено на северо-востоке Тамалинского района, в 7 км от центра сельсовета деревни Санниковка. Расстояние до районного центра пгт. Тамала — 25 км.

## История
По исследованиям историка — краеведа Полубоярова М. С., село образовано графом Петром Федоровичем Апраксиным во II половине XVIII века. Название села предположительно произошло от имени мордвина Мачи, Мачаки, занимавшегося в этих местах лесным пчеловодством.
В 1790 году обозначена как деревня Петровская. Затем имела разные названия: деревня Петровская, Петровка, Мача, Мачинская, Карпушкины Хутора.
В 1780 году — в Сердобском уезде Саратовской губернии, показана за графиней Елизаветой Кирилловной Апраксиной, перед 1861 годом — за графом Г. А. Кушелевым-Безбородко.
В 1877 году в Голяевской волости Сердобского уезда, после 1917 года — волостной центр Чембарского уезда.
С 1967 по 2010 годы — центр Мачинского сельсовета Тамалинского района. Согласно Закону Пензенской области № 1947-ЗПО от 10 сентября 2010 года центр Мачинского сельского совета Тамалинского района перенесён в деревню Санниковка. В 1902 году построена церковь во имя иконы Казанской Божьей Матери, в 1911 году образовано земское начальное училище. В 50-х годах XX века — центральная усадьба колхоза имени К. Е. Ворошилова.

## Численность населения
| 1795 | 1859 | 1877 | 1897 | 1911  | 1926  | 1939 |
| ---- | ---- | ---- | ---- | ----- | ----- | ---- |
| 46   | ↗644 | ↗731 | ↗818 | ↗1053 | ↗1327 | ↘762 |
| 1959 | 1979 | 1989 | 1996 | 2002  | 2010  |      |
| ↘451 | ↘307 | ↘217 | ↘190 | ↘175  | ↘131  |      |

## Улицы
- Колхозная;
- Овражная;
- Прудная;
- Садовая.

## Инфраструктура
В селе имеются: начальная школа, фельдшерско-акушерский пункт, филиал Сбербанка России.